# Fitter Ádám
Fitter Ádám (Hrussó, 1679. február 8. – Szentgyörgy, 1741. november 11.) bölcseleti és teológiai doktor, jezsuita rendi pap és akadémiai rektor.

## Élete
Nemesi család sarja volt. Nagyszombatban tanult, ahol az evangélikus vallásról a katolikus vallásra tért át, és 1696-ban a rendbe lépett; miután tanulmányait befejezte, bölcseleti s teológiai doktorrá avatták. Több helyen tanította a filozófiát és a hittant; azután Kolozsvárt (1715), Kassán és Nagyszombatban működött; utóbbi helyen a rendháznak és az akadémiának (1733) rektora volt. Később Erdélybe ment hittéritőnek, és 400 ortodox papot nyert meg a római katolikus egyháznak. 1728–29-ben a fogaras–gyulafehérvári görögkatolikus püspökségen működött a püspök mellé rendelt igazgatóként (director), akinek a feladata elsősorban a hitegység védelme volt. Helyén maradt a széküresedés idején is. Ebben a minőségében 1728 őszén Kolozsmonostoron zsinatra hívta össze a papokat, ahol többek között az egyházi fegyelemről és egy teológiai iskola alapításáról esett szó.
Végső éveiben a nagyszombati rendházat kormányozta. Kazy Ferenc elogiumot írt róla Posthuma Memoria c. munkájában; Gyalogi János, Vargyas István és Bartakovics József pedig költeményekkel dicsőítették emlékét.

## Munkái
- Carolus I. superatis aemulis Hungariae rex electus. Tyrnaviae, 1712 (iskoladráma)